# 국도 제95호선 (이란)
국도 제95호선(페르시아어: جاده 95, Road 95)은 호라산에라자비주 마슈하드에서 시작하여 시스탄오발루체스탄주 차바하르까지 이어주는 총 연장 1,636 km의 거리를 가진 이란의 일반 국도이다. 그러나 이 국도는 이란의 남북을 횡단하고 있는 국도 노선이기도 하며, 아시안 하이웨이 75호선의 일부이기도 하다. 중간에는 비르잔드, 자헤단을 거쳐 가는 것으로 알려진 것으로 드러난다.